# Distroff
Distroff est une commune française située dans le département de la Moselle en région Grand Est.
Ses habitants sont appelés les Distroffois et sont au nombre de 1853 en 2022.

## Géographie
Distroff est un village situé au nord-ouest du département de la Moselle, dans le pays thionvillois ; à plus ou moins 8 km de Thionville, 32 km de Metz et 43 km de Luxembourg-Ville.
| Kuntzig   | Valmestroff | Elzange     |
| Yutz      | Distroff    | Inglange    |
| Stuckange |             | Metzervisse |

### Hydrographie
La commune est située dans le bassin versant du Rhin au sein du bassin Rhin-Meuse. Elle est drainée par la Bibiche.
La Bibiche, d'une longueur totale de 22,6 km, prend sa source dans la commune de Bettelainville et se jette  dans la Moselle à Basse-Ham, après avoir traversé dix communes.

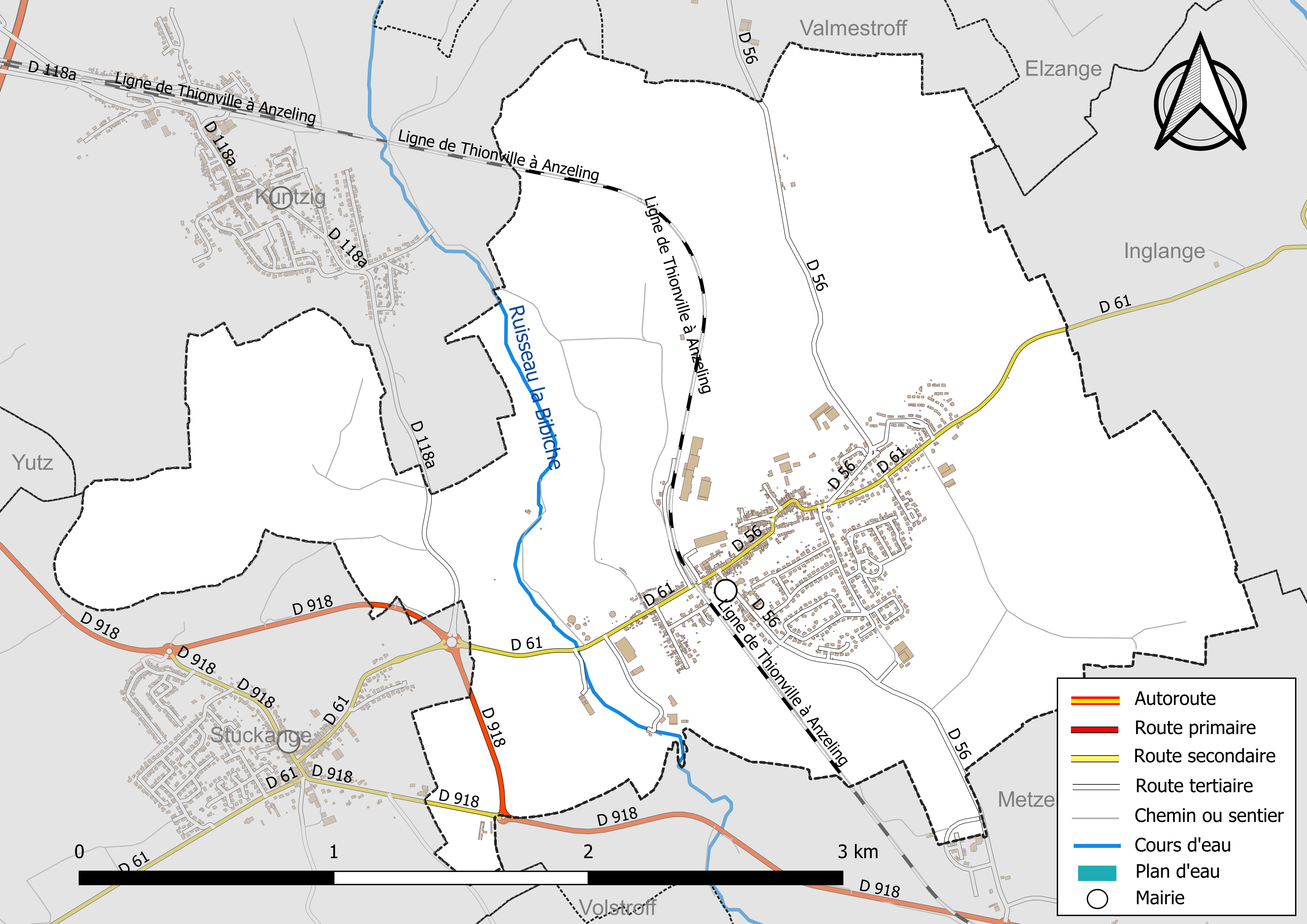
Réseaux hydrographique et routier de Distroff.

La qualité du ruisseau la Bibiche peut être consultée sur un site dédié géré par les agences de l’eau et l’Agence française pour la biodiversité.

### Climat
Pour des articles plus généraux, voir Climat du Grand Est et Climat de la Moselle.
En 2010, le climat de la commune est de type climat des marges montargnardes, selon une étude du Centre national de la recherche scientifique s'appuyant sur une série de données couvrant la période 1971-2000. En 2020, Météo-France publie une typologie des climats de la France métropolitaine dans laquelle la commune est exposée à un climat semi-continental et est dans la région climatique  Lorraine, plateau de Langres, Morvan, caractérisée par un hiver rude (1,5 °C), des vents modérés et des brouillards fréquents en automne et hiver. 
Pour la période 1971-2000, la température annuelle moyenne est de 9,6 °C, avec une amplitude thermique annuelle de 16,6 °C. Le cumul annuel moyen de précipitations est de 801 mm, avec 12,6 jours de précipitations en janvier et 9,3 jours en juillet. Pour la période 1991-2020, la température moyenne annuelle observée sur la station météorologique de Météo-France la plus proche, « Malancourt », sur la commune d'Amnéville à 12 km à vol d'oiseau, est de 10,2 °C et le cumul annuel moyen de précipitations est de 884,1 mm. 
La température maximale relevée sur cette station est de 39,3 °C, atteinte le 25 juillet 2019 ; la température minimale est de −17,9 °C, atteinte le 5 janvier 1985,,. 
Les paramètres climatiques de la commune ont été estimés pour le milieu du siècle (2041-2070) selon différents scénarios d'émission de gaz à effet de serre à partir des nouvelles projections climatiques de référence DRIAS-2020. Ils sont consultables sur un site dédié publié par Météo-France en novembre 2022.

## Urbanisme

### Typologie
Au 1er janvier 2024, Distroff est catégorisée bourg rural, selon la nouvelle grille communale de densité à sept niveaux définie par l'Insee en 2022.
Elle est située hors unité urbaine. Par ailleurs la commune fait partie de l'aire d'attraction de Luxembourg (partie française), dont elle est une commune de la couronne,. Cette aire, qui regroupe 115 communes, est catégorisée dans les aires de 700 000 habitants ou plus (hors Paris),.

### Occupation des sols
L'occupation des sols de la commune, telle qu'elle ressort de la base de données européenne d’occupation biophysique des sols Corine Land Cover (CLC), est marquée par l'importance des territoires agricoles (59,6 % en 2018), en diminution par rapport à 1990 (63,7 %). La répartition détaillée en 2018 est la suivante : 
terres arables (38,9 %), forêts (18,2 %), prairies (14,9 %), zones urbanisées (12,2 %), milieux à végétation arbustive et/ou herbacée (10 %), zones agricoles hétérogènes (5,8 %). L'évolution de l’occupation des sols de la commune et de ses infrastructures peut être observée sur les différentes représentations cartographiques du territoire : la carte de Cassini (XVIIIe siècle), la carte d'état-major (1820-1866) et les cartes ou photos aériennes de l'IGN pour la période actuelle (1950 à aujourd'hui).

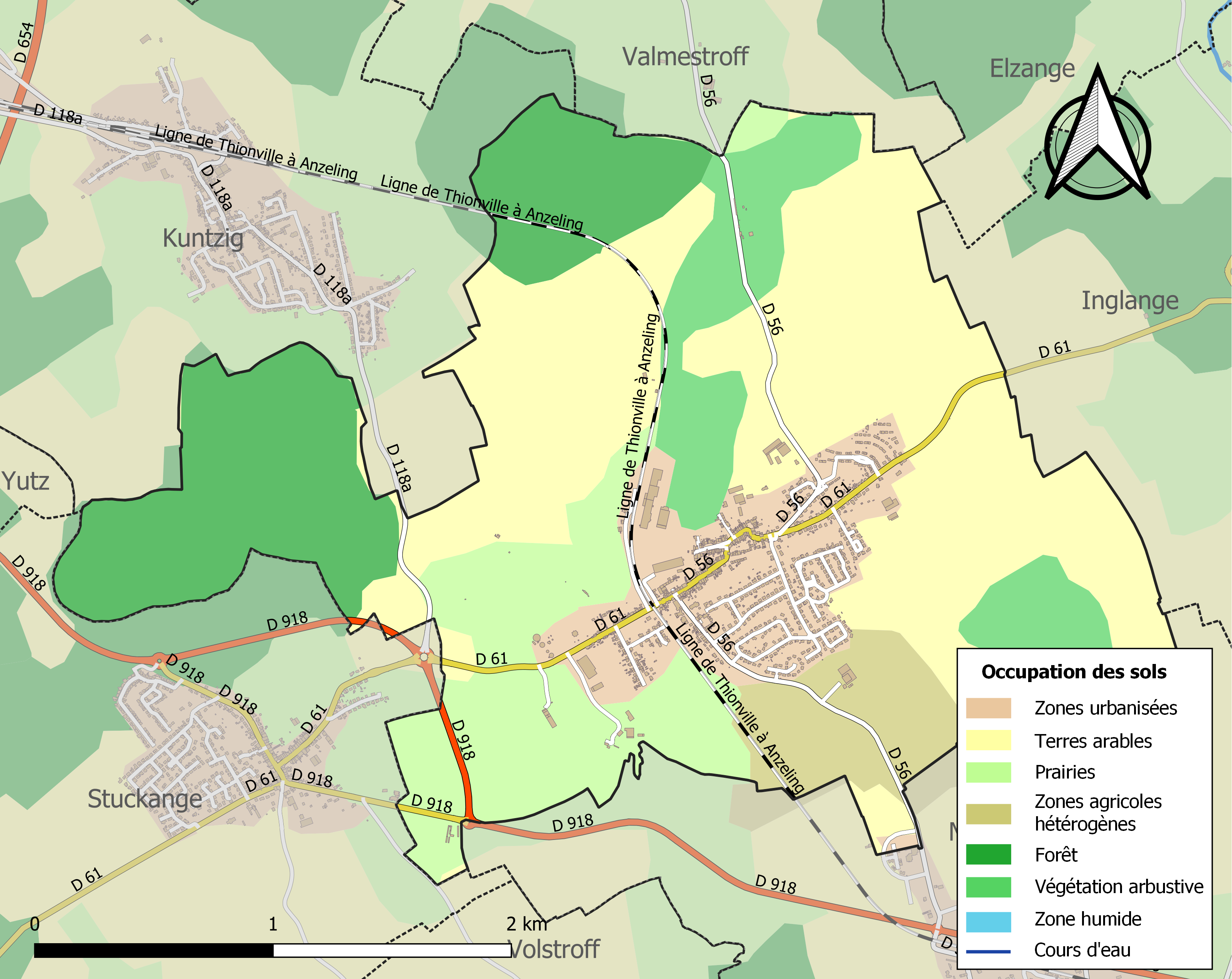
Carte des infrastructures et de l'occupation des sols de la commune en 2018 (CLC).

## Toponymie
- En francique lorrain : Dischtrof[14] et Dischdrëf.
- En allemand : Disdorf[15] et Diesdorf[16].

### Mentions anciennes
Selon Ernest de Bouteiller, ce village est mentionné pour la première fois dans un document de l'abbaye de Bouzonville sous le nom de Dilgendorf en 1179. Par la suite, le nom de cette localité est mentionné sous diverses formes, dont les suivantes : Thiesdorf (1224), Thikestorf (1235), Dickesdorf (XIIIe siècle), Tiekestorf (1310), Diestorf (1371), Diestorff et  Dickelstrof (XVe siècle), Distorffz (1485), Distorff (1511), Diestroff et Diestorff (1698), Distroff (1793), Diestorff (1801), Disdorf communément écrit Distroff (1863).
Pendant la période de l'Alsace-Lorraine (1871-1918), ce village porte le nom de Diesdorf.

### Étymologie
La mention germanique Dickesdorf du XIIIe siècle signifie « gros village » ; sauf si le terme Dickes a pour origine un nom propre, qui pourrait être le nom germanique Tezo ou Thieko.
En Moselle, concernant -troff, des réunions de huttes ou hoben ont créé des dorff (village), dont Distroff.
Au XIXe siècle, Distroff est aussi le nom d'un hameau de la commune de Schwerdorff, celui-ci est mentionné en 1817 et en 1868.

## Histoire
Il est établi que Distroff existait dès l'époque romaine.
En 936, l'église de Trèves céda le domaine de Distroff, villa Théodorica, à Ada, fille de Folrad, nièce de Roger, évêque de Trèves ; mais dû abandonner le domaine qu'elle possédait à Marienthal près de Sierck-les-Bains.
La famille portant le nom de Distroff apparaît pour la première fois en 1224 avec Eustache de Distroff.
La seigneurie de Distroff avait le statut de « seigneurie haute justicière », elle s'étendait au sud du comté de Luxembourg et comprenait de vastes domaines s'étendant sur les communes de Kuntzig, Stuckange, Heckling (détruit en 1631 à la guerre de Trente Ans), Metzervisse et Volstroff. Situés de part et d'autre de la Bibiche, ces villages constituaient le centre de la seigneurie avec des propriétés excentrées telles que Rurange, Direval (village disparu sur le ban d'Ennery), Kœnigsmacker vendue aux comtes de Luxembourg en 1370, Mancy près de Luttange, Mondelange et Ay.
Le château de la seigneurie est mentionné pour la première fois en 1309, près de la vigne et de la parcelle encore appelée « derrière le château » au XXIe siècle. Il était donc déjà situé en lieu et place de celui qui fut rasé en 1985.
En 1495, Georges de Schiffeldange, sous-prévost de Thionville, acquit la seigneurie après la disparition de la famille Distroff et le domaine fut rapidement morcelé.
En novembre 1659, le village luxembourgeois de Distroff est cédé au royaume de France par les Pays-Bas Espagnols, en vertu des articles 38 et 41 du traité des Pyrénées.
Au XVIIIe siècle, Distroff dépendait du bailliage de Thionville ; sachant qu'à cette époque une partie du village appartenait à la seigneurie de Metzervisse et une autre partie à la seigneurie de Meilbourg.
Sur le plan spirituel, Distroff était le siège d’un « vicariat résident » qui dépendait de la paroisse de Metzervisse.
Jean-Baptiste Pantaléon Durand, avocat au parlement de Metz, décida de reconstituer l'intégralité du domaine. Sous son règne le château fut relevé en conservant trois des quatre tours initiales.
Après la Révolution française, le village se développa tout au long du XIXe siècle.
Après l'annexion allemande en 1871 et l'effort d'industrialisation de l'occupant, le visage de la commune se transforma radicalement.
Une usine de ciment fut créée en 1891 ainsi qu'un site moderne de fabrication de chaux en 1893 (usine Lothringer Portland-Cement-Werke, société Dingler und Schweister de Cologne).
Entre 1811 et 1902, Kuntzig et Stuckange font partie de la commune de Distroff.

## Politique et administration
| Période                                  | Période   | Identité           | Étiquette | Qualité                                |
| ---------------------------------------- | --------- | ------------------ | --------- | -------------------------------------- |
| mars 1959                                | mars 1989 | François Putz      |           |                                        |
| mars 1989                                | mars 2014 | Yves Aschbacher    |           | Président de la Communauté de Communes |
| mars 2014                                |           | Salvatore La Rocca | ECO       | Cadre                                  |
| mars 2020                                | En cours  | Manu Turquia       |           | Artisan                                |
| Les données manquantes sont à compléter. |           |                    |           |                                        |

## Démographie
L'évolution du nombre d'habitants est connue à travers les recensements de la population effectués dans la commune depuis 1793. Pour les communes de moins de 10 000 habitants, une enquête de recensement portant sur toute la population est réalisée tous les cinq ans, les populations de référence des années intermédiaires étant quant à elles estimées par interpolation ou extrapolation. Pour la commune, le premier recensement exhaustif entrant dans le cadre du nouveau dispositif a été réalisé en 2004.

En 2022, la commune comptait 1 853 habitants, en évolution de +6,19 % par rapport à 2016 (Moselle : +0,52 %, France hors Mayotte : +2,11 %).
| 1793 | 1800 | 1806 | 1821 | 1836  | 1841  | 1861 | 1866 | 1871 |
| ---- | ---- | ---- | ---- | ----- | ----- | ---- | ---- | ---- |
| 233  | 386  | 371  | 845  | 1 123 | 1 058 | 978  | 954  | 961  |

| 1875 | 1880  | 1885 | 1890 | 1895 | 1900 | 1905 | 1910 | 1921 |
| ---- | ----- | ---- | ---- | ---- | ---- | ---- | ---- | ---- |
| 869  | 1 042 | 950  | 990  | 650  | 809  | 903  | 861  | 772  |

| 1926 | 1931 | 1936 | 1946 | 1954 | 1962  | 1968  | 1975  | 1982  |
| ---- | ---- | ---- | ---- | ---- | ----- | ----- | ----- | ----- |
| 854  | 886  | 776  | 726  | 804  | 1 068 | 1 016 | 1 346 | 1 436 |

| 1990  | 1999  | 2004  | 2006  | 2009  | 2014  | 2019  | 2022  | - |
| ----- | ----- | ----- | ----- | ----- | ----- | ----- | ----- | - |
| 1 421 | 1 481 | 1 441 | 1 470 | 1 576 | 1 684 | 1 828 | 1 853 | - |

## Culture locale et patrimoine

### Linguistique
Dans le dialecte francique de Distroff, il y a deux diphtongues, qui sont [ai] et [au].
Les dialectes de Distroff, de Stuckange et de Volstroff ont en commun les mots : Paipolter (papillon), Wod (mollet) et Lappéng (lapin).

### Lieux et monuments

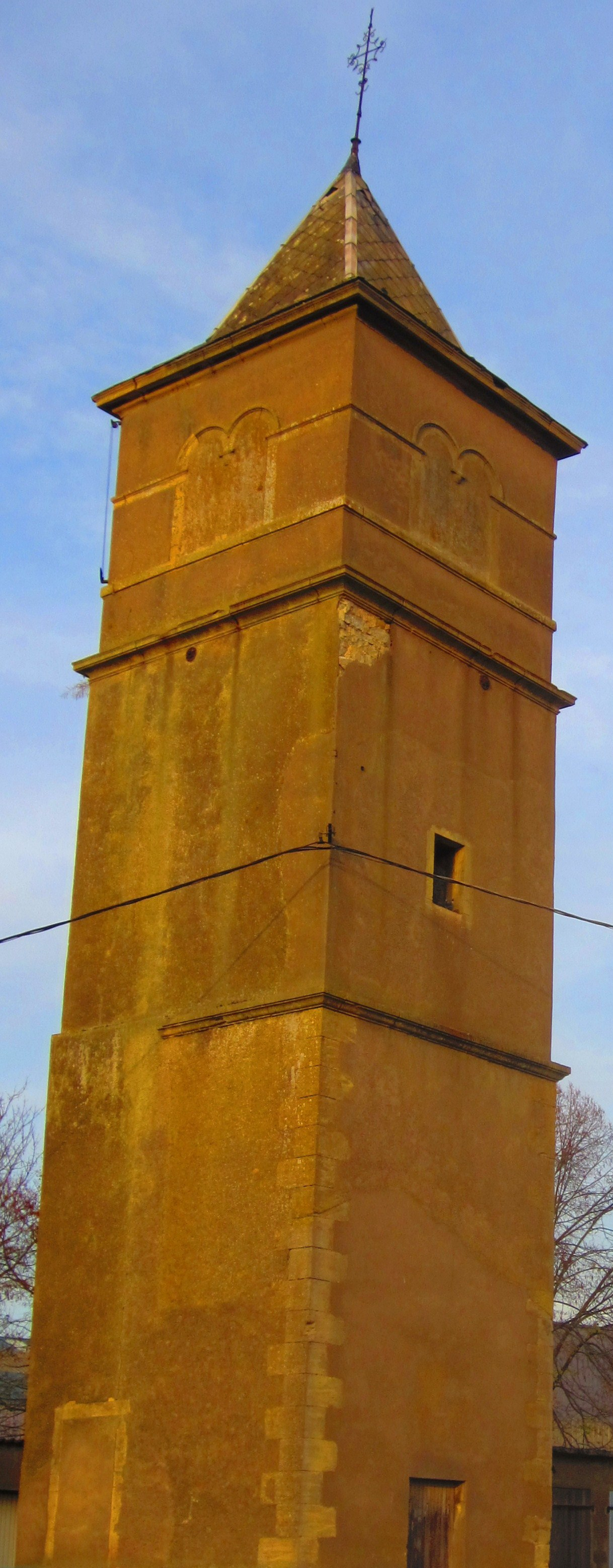
Tour clocher de l'ancienne chapelle.

- Découverte d'une tête de bélier en bronze.
- Château[30] : du château primitif construit au XVe siècle, seules subsistent les tours Nord-Ouest et Sud-Ouest. Au milieu du XVIIIe siècle François Benoît Durand fait reconstruire le château. La chapelle castrale est reconstruite en 1736, (date portée par le fronton du portail). Le portail d'accès à la cour du château est construit en 1771 (date portée sur les clefs intérieure et extérieure). François Michel Durand ajoute en 1771 un grand bâtiment au sud-est de la cour destiné à abriter la bibliothèque et à loger les employés. Ce bâtiment est reconstruit au milieu du XIXe siècle en même temps que la plupart des dépendances. La ferme occupant l'aile Ouest de ces dépendances est reconstruite en 1846 (date portée sur le linteau de la porte piétonne). La chapelle castrale fait office d'église paroissiale jusqu'en 1910 et est démolie en 1956, à l'exception de la tour clocher.
- Le vieux château[31],[30] : édifice classé, de style Renaissance et en attente de restauration. Malgré le mauvais état actuel on devine ce que devait être l'édifice construit en 1615 par Adam de Sybricht de Neuerbourg, co-seigneur de Distroff. Les armoiries du fronton n'existent plus au XXIe siècle.
- La porterie de la cour du château, avant qu'elle soit dépouillée de son arche et de son fronton.

#### Édifices religieux
- Église paroissiale Sainte-Catherine ; elle date de 1910 et remplace l'ancienne chapelle castrale du XVIIIe siècle devenue trop exiguë[32].
- Calvaire de la Grand Rue.
- Calvaire du Voos (1619). Cette croix se dresse sur un terrain appartenant à la commune. Son état est intact, quoique son aspect trahisse son âge. Pour le protéger, le maire de Distroff l'a fait entourer d'une grille et, pour lui donner un air plus majestueux, il l'a flanquée de deux marronniers. Cette croix occupait jadis une autre place : au tournant du  « Lohweg », en venant du village. Pendant la Révolution française, elle avait été enterrée dans un champ appartenant actuellement à M. Scheitzer. Cela sans doute pour la soustraire à la fureur révolutionnaire. En 1908, elle fut dressée à la place qu'elle occupe au XXIe siècle. Au temps de nos pères, les fidèles de Distroff venaient le jour de la Saint-Hubert prier devant cette croix pour être préservés de la morsure des chiens enragés. Aujourd'hui, on oublie ce jour, et on ne vient plus prier. C'est déjà beaucoup si on salue en passant[33].
- Bildstock érigé en 1617 pour Iohan Klop (Jean Klop) et son épouse[34] ; emblèmes professionnels de paysans ; coutre, soc. (sainte Anne, sainte Catherine, saint Hubert équestre et saint Nicolas)[35].
- Grotte. L'inauguration de la grotte de Distroff a eu lieu le 22 août 1971. Celle-ci se situe sur un terrain communal, au carrefour de la rue des Anciens-Fours-à-Chaux et de la rue du Château-d'Eau. Sa reconstruction a été rendue possible grâce à une opération menée de pair par la communauté paroissiale et la municipalité, avec le concours de nombreux dons et l'aide d'industriels et entrepreneurs locaux.

### Héraldique
| Blason de Distroff | Blason  | De gueules au chef d'argent chargé de trois fusées accolées de sable. |
| Blason de Distroff | Détails | Le statut officiel du blason reste à déterminer.                      |

Les armoiries de couleur rouge, symboles du blason des Hollenfels, furent créées en souvenir du mariage de Nicolas de Distroff  avec Elisabeth de Hollenfels en l'an de grâce 1230.
À l'époque où Distroff était une seigneurie de nom et d'armes, ainsi qu'un fief du comté de Luxembourg, ce village a donné son nom à une maison de chevalerie qui portait : de gueules au chef d’argent chargé de 3 losanges de sable posés en fasce et également, selon M. Bertholet : de gueules à 3 losanges d’argent rangés en fasce.